# Jean Gabilou
Jean Gabilou, auch John Gabilou (* 28. Februar 1944 in Papeete als Gabriel Lewis Laughlin) ist ein französisch-polynesischer Schlagersänger.

## Leben und Karriere
Aufgewachsen auf Tahiti sang er ab Anfang der 1960er Jahre in Hotels und Ferienclubs. Zusammen mit Freunden gründete er die Gruppe Barefoot Boys, mit der er 1968 eine erste erfolgreiche Single veröffentlichte. Er kam in den 1970er Jahren bei Barclay unter Vertrag und so erschienen einige Singles von ihm. Er wurde angefragt, Frankreich beim Eurovision Song Contest 1981 in Dublin zu vertreten. Mit dem Schlager Humanahum erreichte er den dritten Platz.
Zurück in Tahiti blieb er bis in die 2000er Jahre als Sänger aktiv.

## Diskografie
- 1988: Esther et Gabilou, leurs plus grands succès
- 1989: Hianau
- 1990: Nohoarii
- 1992: Hei No Tamatoa
- 1994: Mama Ella
- 1996: Na oe Vairea
- 1997: Rohipehe
- 1999: Barefoot, en souvenir de Joe Garbutt
- 2001: Fakateretere
- 2003: Poerava
- 2004: Keanu
- 2005: Homai-Heiatea
- 2006: Avini Ute
- 2007: Le Fafaru